# 辣子鶏
辣子鶏 (ラーズージー、ラーズーチー) は、鶏肉のから揚げを大量の唐辛子や花椒などと共に炒めた料理。「子鶏」は丸鶏の意。
四川料理の代表的な品目のひとつとされる。

## 概要
重慶を起源とする料理のため、「重慶辣子鶏」、「歌楽山辣子鶏」とも呼ばれる。
素揚げした鶏肉を大量の香辛料と共に強火で炒める料理で、大量のぶつ切りにした唐辛子や花椒と一緒に炒めることで麻辣味を出すのが基本である。そのため唐辛子は食べない。
レシピの例
1. 丸鶏を1センチから2センチくらいくらいの大きさに切る。
2. 切った鶏肉を大鍋で素揚げする。
3. 鶏肉に火が通ったら中華鍋に移し、唐辛子、花椒、塩とチキンパウダーで炒め、最後に紹興酒を振る。

### 日本
日本においては手羽先や鶏もも肉を用いる、鶏肉を竜田揚げ、唐揚げにするなどのアレンジが加えられていることもある。

## 貴州辣子鶏
貴州料理としては同名でまったく別の料理がある。肉厚の丸い唐辛子「糍粑辣椒」を使用することもあるが、以下のように調理法も異なる。
骨ごと大きめのぶつ切りにした鶏肉と皮を剥いたニンニク、小さい塊に切った生姜を中華鍋に入れ、ひたる程度の油を注いて加熱することで揚げる。いったん食材を取り除き、油を減らして糍粑辣椒を炒め香りを出したら食材を戻し、水を少量加えて煮込む。
そのため炒め料理ではなく「貴州省の唐辛子煮込み」と説明されることもある。
貴州の辣子鶏は家庭料理の常備菜的な存在であり、ご飯のおかずにするほか、豆腐や大根などを加えて煮直したり、米粉と和えて食される。